# Diecezja Saint Thomas
Diecezja Saint Thomas (łac. Dioecesis Sancti Thomae in Insulis Virgineis; ang. Diocese of Saint Thomas) – jedna z 194 diecezji obrządku łacińskiego w Kościele katolickim w Stanach Zjednoczonych na Wyspach Dziewiczych Stanów Zjednoczonych ze stolicą w Charlotte Amalie. Obejmuje wyspy Saint Thomas, Saint Croix i Saint John, tj. całość Wysp Dziewiczych Stanów Zjednoczonych. Biskupstwo jest jedyną sufraganią archidiecezji waszyngtońskiej.
Biskup Saint Thomas jest członkiem Konferencji Biskupów Katolickich Stanów Zjednoczonych oraz posiada status obserwatora Konferencji Episkopatu Antyli.

## Historia

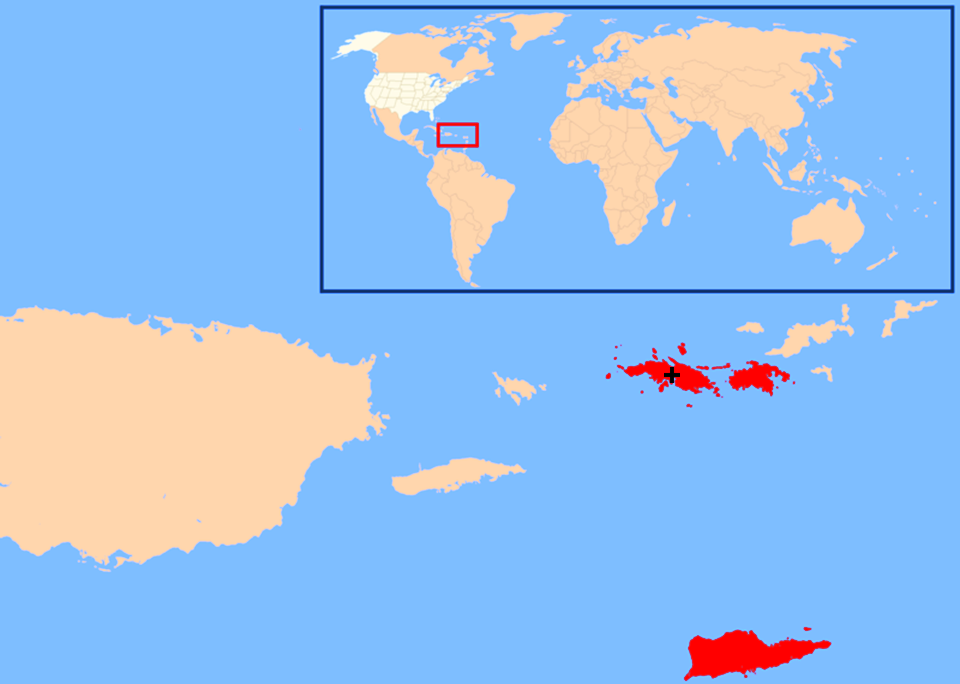
Diecezja Saint Thomas

Powstała 30 kwietnia 1960 jako prałatura terytorialna Wysp Dziewiczych, w skład której wchodziło 11 parafii. 20 kwietnia 1977 podniesiono ją do rangi diecezji. Nazwę diecezji Saint Thomas zaczerpnięto od głównej wyspy kraju, na której znajduje się stolica biskupia, a także stolica Wysp Dziewiczych Stanów Zjednoczonych – Charlotte Amalie.

## Biskupi

### Biskup diecezjalny
- bp Jerome Feudjio – od 2021

### Biskup senior
- bp Herbert Bevard – biskup diecezjalny Saint Thomas w latach 2008–2020, senior od 2020

## Parafie

### Saint Thomas
- Katedralna pw. św. Piotra i Pawła
- Świętej Rodziny
- Matki Bożej Nieustającej Pomocy

### Saint John
- Matki Bożej z Góry Karmel

### Saint Croix
- św. Krzyża
- św. Józefa
- św. Anny
- św. Patryka